# L'Oncle (film)
Pour plus de détails, voir Fiche technique et Distribution.
L'Oncle (The Uncle) est un film dramatique britannique coécrit et réalisé par Desmond Davis en 1964, sorti en 1966.

## Synopsis
S'appeler Gus, avoir sept ans, vivre à Plymouth et se retrouver avec comme compagnon un sale gosse de son âge pour l'été, ça n'a rien d'une sinécure. Surtout quand Tom, le garnement, est le fils de sa sœur Sally et donc son... neveu !

## Fiche technique
- Titre : L'Oncle
- Titre original : The Uncle
- Réalisation : Desmond Davis
- Scénario : Desmond Davis et Margaret Abrams d'après le roman homonyme de cette dernière, Editions Houghton-Mifflin Company, Boston, 1962, 146 p.
- Directeur de la photographie : Manny Wynn
- Musique composée et dirigée par : John Addison, interprété par le Sinfonia of London
- Décors : Edward Marshall, David Ffokes
- Montage : Brian Smedley-Ashton
- Producteurs : Robert A. Goldston et Leonard Davis (producteur délégué)
- Société de production : Play-Pix
- Sociétés de distribution : British Lion Film Corporation
- Pays d'origine : Royaume-Uni
- Format : 35 mm (positif et négatif) -Noir et blanc - Mono
- Genre : Drame
- Durée : 87 minutes
- Date de sortie : 
  -  France : 30 mars 1966

## Distribution
- Rupert Davies : David Morton
- Brenda Bruce : Addie Morton
- Robert Duncan : Gus Morton
- Maurice Denham : Mr. Ream
- Christopher Ariss : Tom
- Barbara Leake : Emma
- John Moulder-Brown : Jamie
- Ann Lynn : Sally Morton

## Revue de presse
- Jean-Elie Fovez, « L'Oncle », Téléciné no 129, Paris, Fédération des Loisirs et Culture Cinématographique (FLECC), juin-juillet 1966, p. 54,  (ISSN 0049-3287)